# Joy Tanner
Joy Tanner, née le 7 mars 1966 à Rochester, dans l'État de New York, est une actrice canadienne. 
Elle est notamment connue pour avoir interprété Jill Stone dans Cold Squad, brigade spéciale (1998-1999) et Nora McDonald Venturi dans la série télévisée Derek (2005-2009). Par ailleurs, elle a aussi prêté sa voix à Candy Kong dans la série d'animation Donkey Kong Country.

## Filmographie
- 1992 : Le Bal de l'horreur 4 : Délivrez-nous du Diable : Laura
- 1992 : Liar's Edge (TV) : Ruth
- 1994 : Boogies Diner (série télévisée) : Cheryl Anne
- 1996 : Alice et les Hardy Boys (Nancy Drew) (série télévisée) : George Fayne
- 1996 : Chair de poule (Goosebumps) (TV) : Sarabeth (1 épisode)
- 1997 : Donkey Kong Country (série télévisée) : Candy Kong (voix)
- 1997 : The Touch : Max
- 1998 - 1999 : Cold Squad, brigade spéciale (Cold Squad) (série télévisée) : Jill Stone
- 1999 : Shadow Lake (TV) : Stephanie Garvey
- 2001 : Sidney Fox : l'aventurière (série télévisée) : Gina
- 2001 : Les Femmes du clan Kennedy (Jackie, Ethel, Joan: The Women of Camelot) (TV) : Lee Bouvier
- 2001 : Acceptable Risk (TV)
- 2003 : Au-delà des barrières (Good Fences) (TV) : Binky
- 2003 : Killer Instinct: From the Files of Agent Candice DeLong (TV) : Kit Geary
- 2005 : Derek (série télévisée) : Nora MacDonald-Venturi
- 2007 : Angela's eyes (série télévisée) : S01E01 pilot : Maggie Phillips
- 2008 : La Fin du rêve (The Two Mr. Kissels) (TV) : acheteuse personnelle
- 2010 : Les Années collège (série télévisée) : Mrs Coyne
- 2020-2021 : Locke and Key : Erin